# 唐山市
唐山市是中华人民共和国河北省所辖地级市、省域中心城市，工业基地和港口城市。
唐山市位于河北省东部、华北平原东北部，地处环渤海中心地带和通往东北地区的交通要道，南临渤海，北依燕山，东隔滦河与秦皇岛市相望，西与天津市毗邻，北与承德市接壤，市人民政府驻路北区西山道3号。
唐山近代的兴起发端于19世纪70年代后期晚清洋务运动中唐廷枢设立的开平矿务局，煤矿的繁荣促成唐山地区近代工业的兴起和人口聚集。1976年7月28日，唐山市发生强烈地震并波及周边，史称“唐山大地震”，震后唐山市经历了长期的重建。2005年，随着首钢搬迁至唐山，唐山开始大规模填海造陆开发曹妃甸区。
唐山是全国重要的能源原材料基地和重工业城市，钢铁、煤炭、原油、陶瓷、化工等产业发达，享有“钢城”“煤都”“北方瓷都”之称。同时，它也是京津冀城市群重要的沿海开放城市和全国性综合交通枢纽，铁路、高速公路纵横交织，唐山港货物吞吐量位居全国前列。
唐山物产丰富，北部山区盛产板栗、核桃、苹果、红果等干鲜果品，中部平原是玉米、小麦、水稻、棉花、蔬菜、花生等粮食与经济作物主产区，南部沿海渔业、盐业、油气资源丰富，是全国海盐产量最大的长芦盐区的重要组成部分。唐山还是评剧的发源地，境内遵化市的清东陵为世界文化遗产。

## 名称
“唐山”作为地名的由来，有多种说法。
- 纪念“唐廷枢”说：

开平矿务局的兴办与发展，被认为与“唐山”地名的形成直接相关。清朝光绪四年（1878年），唐廷枢在滦州开平镇（今唐山市开平区）设立开平矿务局，在距开平西南二十里的唐山（今大城山）以南以西方技术开采煤炭，并修筑铁路、开办工厂，带动当地人口增长和工商业繁荣。“唐山”遂逐渐用以指称南麓乔家屯一带兴起的工矿聚落。光绪二十四年（1898年），已有“唐山集”之称。《滦州志》卷八〈封域中·市镇〉载：“新设：唐山集。城西南一百二十里新设煤矿铁路，外商辅辏，市肆纷阗，四九日集。”
唐山镇设立的确切时间暂无直接史料，早期市情资料称光绪三年（1877年）设乔屯镇，光绪二十四年改为唐山镇。据唐山市地方志办公室记载，唐山镇初为“广东村”，因开平煤矿开采，唐廷枢自原籍广东以及福建、山东等地招募技术工人聚居矿区附近，形成较大聚落，由矿务局直接管辖。光绪十八年（1892年）唐廷枢去世后，矿务局为纪念其功绩，将广东村改名为唐山镇。光绪二十年（1894年），矿务局在扩大界址的基础上建立丰滦唐山镇（区域分属丰润县与滦州两地管辖），成为唐山城市行政区域的雏形。《中国古今地名大词典》（1931年商务印书馆香港分馆印行）亦载：“唐山镇本名广东村。”
- “山名”说：

“唐山”原为山名，即今市区路北区境内的大城山（20世纪30年代为区分而改现名），与中国别称“唐山”无关。大城山原名唐山，一般认为得名于后唐时期。光绪二十四年（1898年）刊《滦州志》记载：“唐山在亮甲山西二里，周回数里，复岭重岗。其东麓则陡河萦带，有流泉十数道注之。相传后唐李嗣源曾屯兵于此，立石城二百余丈，基址尚在。又后唐姜将军斩蛟有功，葬于此，后人建庙祠之。山以唐名，实由于此。”同书卷九〈封域下·邱墓〉载，后唐姜将军镇碣石石城时斩蛟济民，死后葬于山岭，元至元年间曾重修庙观。但碑文所述，《永平府志》（清康熙五十年刊）予以质疑，认为此地自后唐天成初即属契丹，清泰年间不应属唐，碑记或不足信。
- “屯兵”说：

相传唐山得名于唐太宗东征高句丽途经此地并屯兵，但史书无确证，史学界普遍认为不足采信。不过，明万历版《永平府志》卷二〈津粱〉记载“唐山桥在州（滦州）西一百里，唐太宗建”，仍具有一定参考价值。

## 历史

### 古代
今唐山辖境，商朝时属孤竹国。春秋时期东部、北部为山戎、肥如、令支之地，西部为燕国、无终之土。战国时期为燕地。秦朝时属辽西郡和右北平郡。西汉时为幽州右北平郡和辽西郡地。东汉时东部为幽州辽西郡海阳、令支、肥如3县之地，西部为幽州右北平郡无终、徐无、俊靡、土垠4县之地。西晋改右北平郡为北平郡，以徐无为治所，与辽西郡同属幽州。公元386年，鲜卑人拓跋圭建立北魏，设平州，治所设在令支（今迁安），辖辽西和北平两郡。隋朝时分属冀州北平郡卢龙县和渔阳郡无终县。唐朝时为河北道平州、蓟州之地。五代后梁时陷于契丹，辽国时属南京道。后唐李嗣源曾屯兵于此
金国时为中都路平州、滦州、蓟州所分。元朝时属中书省直辖的「腹里」（指元大都及周边地区），为大都路蓟州和永平路辖境。明朝时属京师（北直隶）顺天府蓟州和永平府。清朝时属直隶省永平府和遵化直隶州。

### 近代

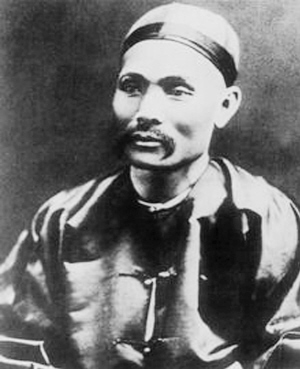
唐廷枢在开平开采煤矿，促成近代唐山作为人口聚落的兴起和得名

清光绪年间，直隶永平府滦州开平镇西南20里的唐山（今大城山）以南乔家屯村一带，随着开平煤矿的开采和唐胥铁路的建成通车，逐渐形成新兴的工矿聚落集镇。
晚清洋务运动兴起，清政府批准试办新式煤窑。光绪二年（1876年）11月，直隶总督兼北洋通商大臣李鸿章委派轮船招商局总办唐廷枢到直隶永平府滦州所属开平镇踏勘煤铁矿。光绪四年（1878年）7月，唐廷枢在开平镇正式设立开平矿务局，不久即在乔家屯村附近用西方法凿井开矿采煤。光绪七年（1881年）秋，开平煤矿正式投产，很快抢占天津的“洋煤”市场，被当时的《益闻录》称为“中国第一佳矿”。为解决运煤问题，开平矿务局于1881年修筑了由唐山至丰润胥各庄全长约二十华里的铁路，即唐胥铁路，是中国人自建的第一条标准轨距铁路。1889年，唐廷枢又在唐山南麓创建了唐山细绵土厂（水泥厂），后发展成为民国时期著名民族企业启新洋灰公司。
1880至1886年间，开平矿务局陆续买下乔家屯周围740亩土地，建设工厂厂房、办公及住宅等设施。开平矿务局的兴办和发展带来开平镇唐山乔家屯一带人口增加、工矿聚落形成和工商业繁荣，成为唐山城市的起源。乔家屯原为人口寥寥的村落，唐廷枢从广东招募了第一批技术工人。随着煤矿生产规模扩大和唐胥铁路建成，广东人因乡友相继来此，形成较大规模的“广东村”，该村由开平矿务局直接管理。光绪十八年（1892年），唐廷枢逝世，开平矿务局为纪念他，将广东村改名为唐山镇，成为唐山市正式名称的开端。

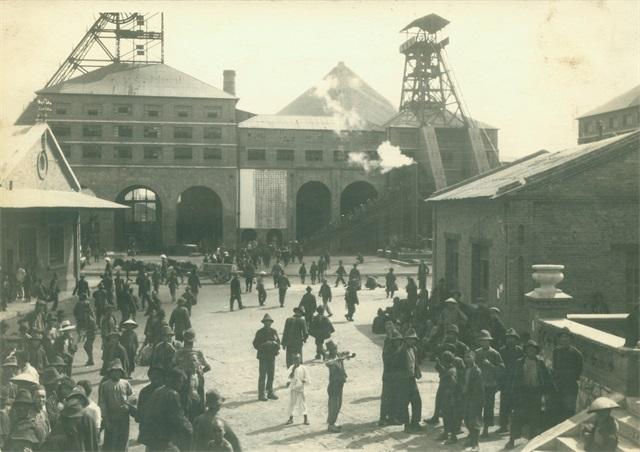
1922年开滦五矿大罢工

光绪二十年（1894年），开平矿务局在扩大界址基础上建立丰滦唐山镇，形成唐山市行政区域的前身。至19世纪末，唐山以新兴工矿聚落和周边村落构成，人口逾三万，华洋杂居，移民云集，商业繁荣，成为滦州、丰润地区最大的经济中心。
民国二年（1913年）2月，滦州改称滦县，唐山镇隶属于滦县第八区。民国十四年（1925年）6月，北京临时执政府下令于直隶省部分城镇实行“市自治制”，拟设立唐山市，区域以唐山镇为准，但因故未实施。20世纪二三十年代，唐山已形成以开滦煤矿、铁路工厂、启新洋灰公司、华新纺织厂为骨干的近代工业体系。1931年，河北省政府批准将滦县乔屯、丰润县老谢庄等12村划为唐山特种公安局管辖，称丰滦唐山镇，教育和税务权仍分属两县。1938年1月，冀东防共自治政府设立唐山市，成为冀东地区中心城市。
1945年8月日本投降后，国民党军队接管唐山。1946年4月，河北省政府委员会明令唐山设市。

### 当代

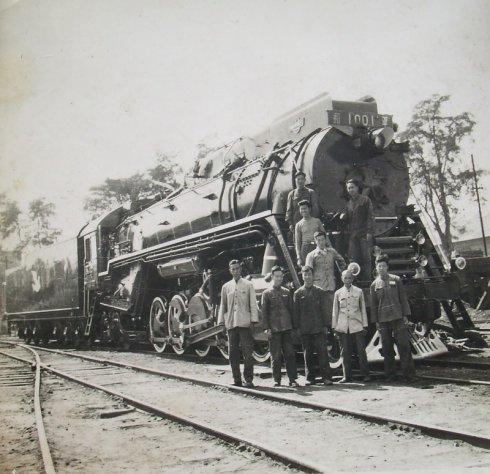
唐山机车车辆厂工人与第一台前进型蒸汽机车和平型货运蒸汽机车合影

1948年12月12日，解放军占领唐山，成立军事管制委员会。1949年6月，军事管制委员会改组为唐山市人民政府。1949年10月，中华人民共和国成立时，唐山市为河北省辖市，下辖第一区至第十二区。1958年4月，唐山市划归唐山专区领导，降为专辖市。同年8月，唐山专员公署由昌黎县迁至唐山市。1959年6月，唐山专署与唐山市人民委员会合署办公。1960年4月，唐山专区撤销，其所辖市县划归唐山市，唐山市改为省辖市。1961年5月，唐山专区恢复，唐山市再次成为专辖市。1968年1月，唐山专区更名为唐山地区，唐山市为地辖市，市人民委员会改称市革命委员会。文化大革命期间，1967年12月，中共中央政治局常委陈伯达在唐山发动政治清洗，造成约8万人受迫害，近3000人死亡。

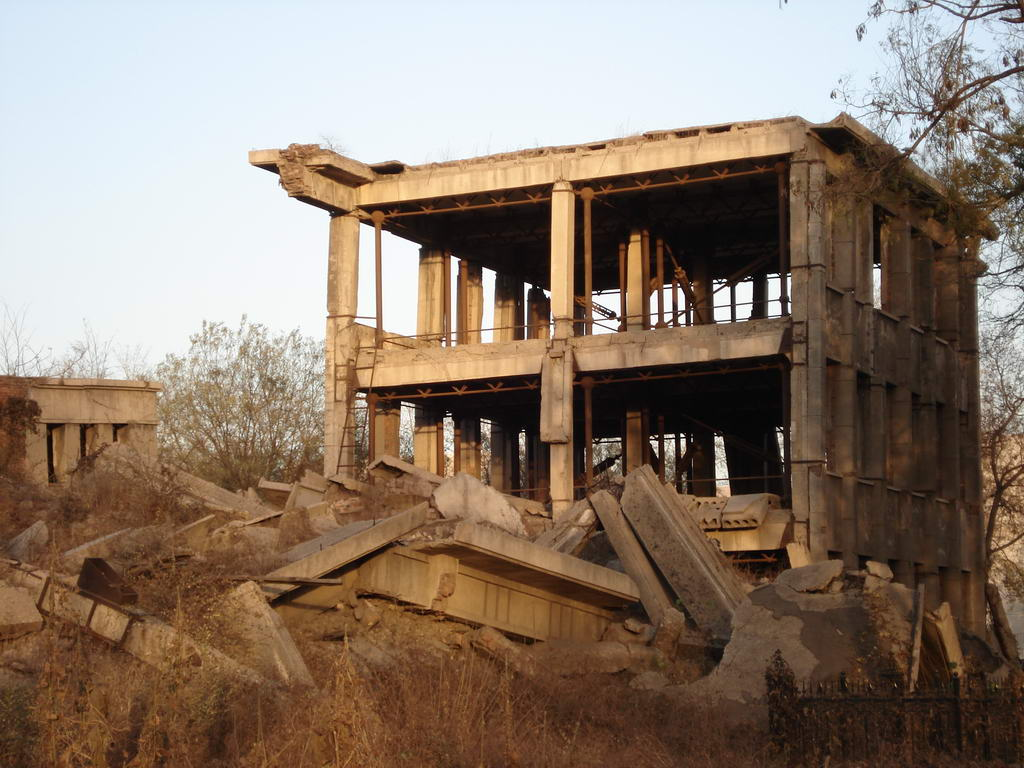
唐山大地震遗址

1976年7月28日，唐山发生唐山大地震，城市大部分被毁。1978年3月，唐山市恢复为省辖市。1982年，国务院批准唐山为较大的市，开始具备地方立法权1983年3月，唐山地区撤销，实行市管县体制，将丰润、丰南、滦县、滦南县、遵化、迁安、迁西县、玉田县、唐海9县划归唐山市，将抚宁、昌黎、卢龙、乐亭4县划归秦皇岛市。同年5月，乐亭县由秦皇岛市划归唐山市。1984年12月，唐山市被列为全国13个“较大的市”之一。1991年，唐山市举办第二届城市运动会。1992年2月，遵化县撤销，设立县级遵化市，由唐山市代管。1994年4月，丰南县撤销，设立县级丰南市。1995年1月，东矿区更名为古冶区。1996年10月，迁安县撤销，设立县级迁安市。

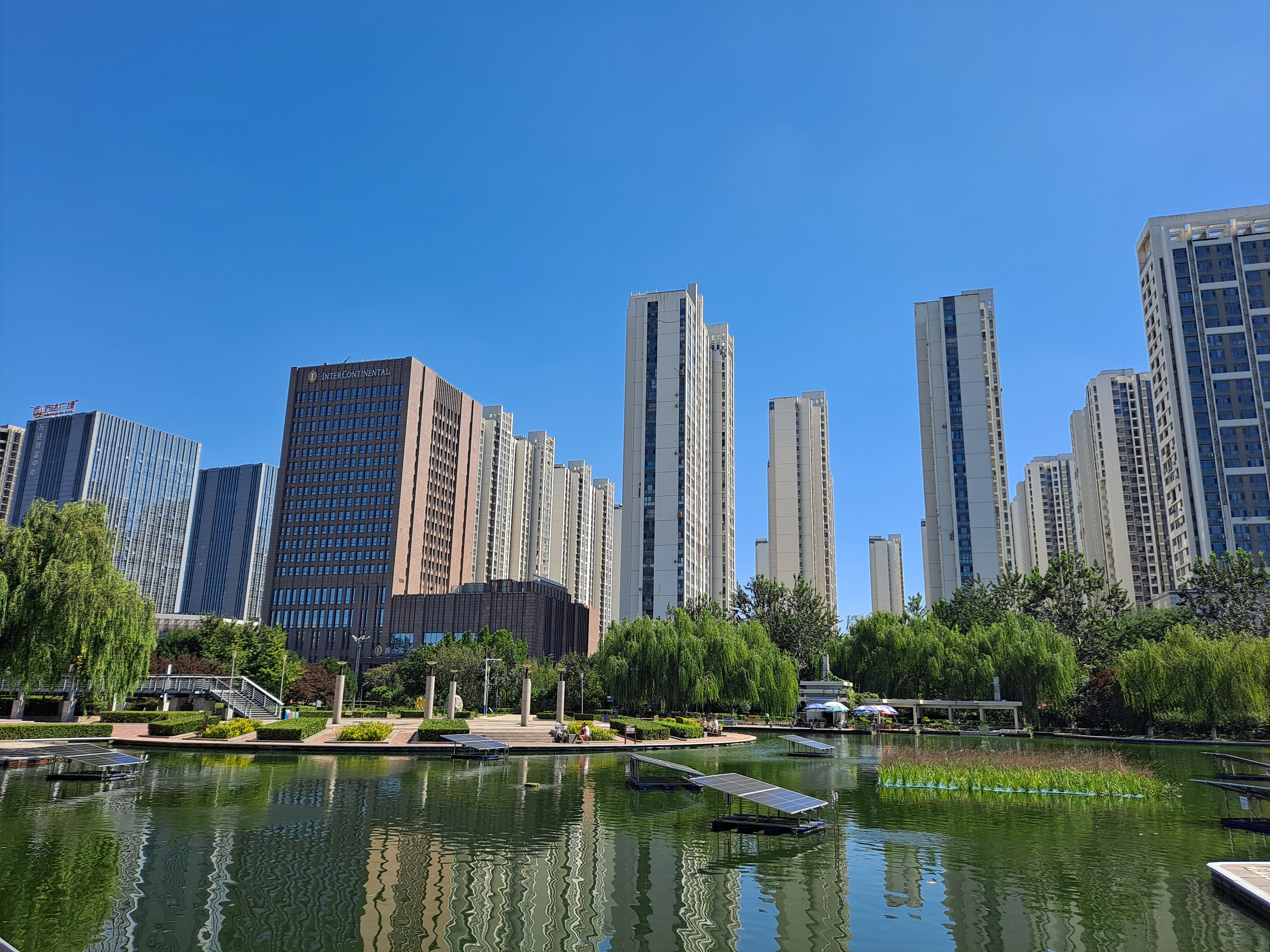
大钊公园

2002年2月，丰南市撤销，设立丰南区；丰润县和唐山市新区撤销，合并设立丰润区。2005年，首钢集团开始陆续搬迁至唐山曹妃甸。2007年5月，中石油宣称在唐山勘探到冀东南堡油田带动大规模投资建设，但事后被证实是蒋洁敏业绩注水的骗局。2012年7月，唐海县撤销，设立曹妃甸区。2018年9月，滦县撤销，设立县级滦州市，由唐山市代管。2022年6月，唐山市发生一起烧烤店故意伤害事件，案件背后牵涉出涉恶势力犯罪及其保护伞，导致唐山市的全国文明城市称号被撤销。2022年12月30日，京唐城际铁路开通运营。

## 地理

### 位置坐标
唐山位于华北平原东北部、环渤海中心地带，南临渤海，北依燕山，东隔滦河与秦皇岛市相望，西与天津市接壤。地理坐标介于东经117°30′—119°19′、北纬38°55′—40°20′之间，东西宽约130千米，南北长约150千米，总面积14,341.47平方千米。市中心区位于全境中西部，东距秦皇岛约125千米，南距渤海约40千米，西南距天津约108千米，西北距北京约154千米，距石家庄约366千米。

### 地形地貌

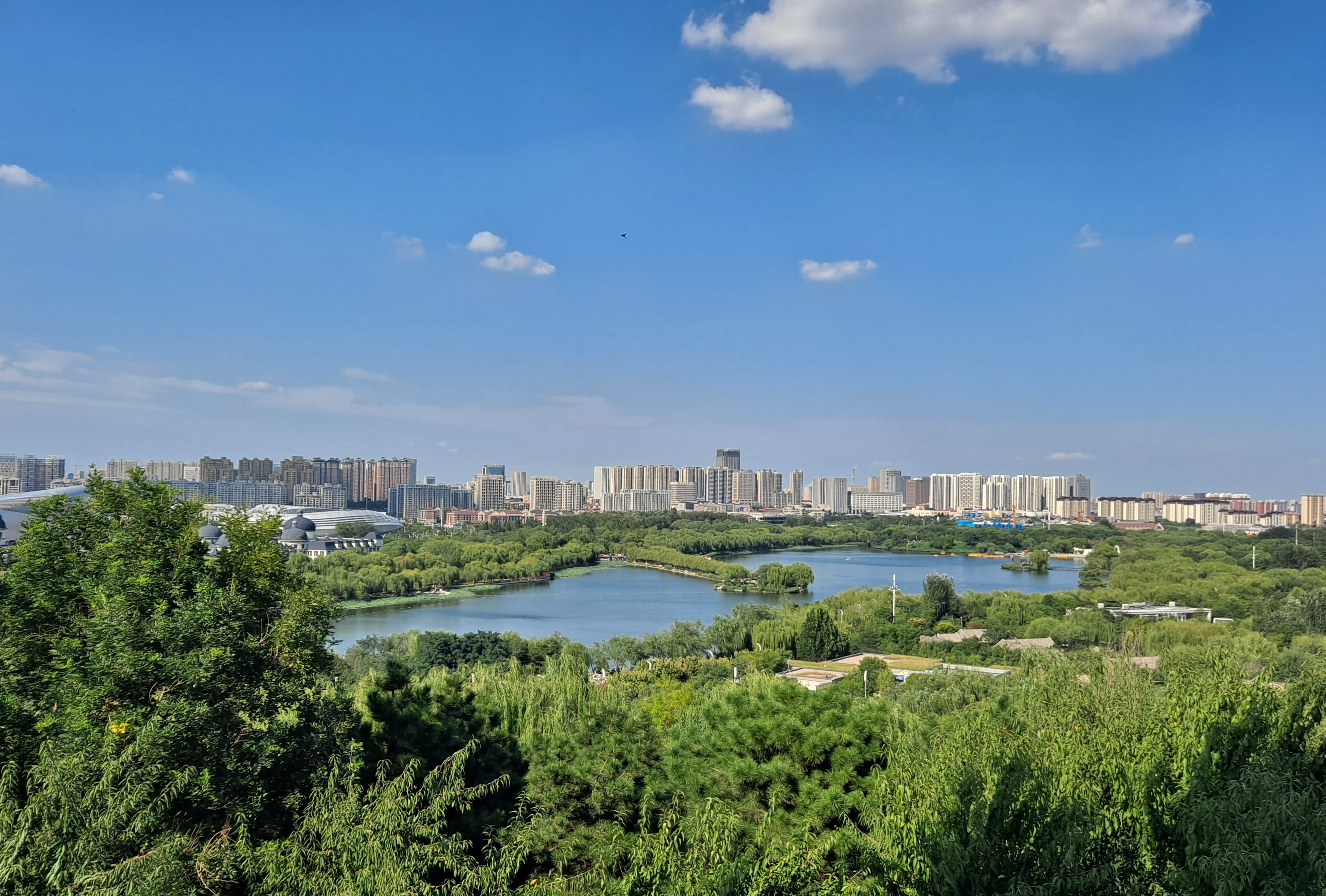
从龙山阁眺望唐山市

唐山地区北部为燕山沉降带，南部为华北坳陷带，按地貌单元分为北部低山丘陵区、中部山前洪积、冲积平原区和南部滨海平原区。全境地势北高南低，自西北向东南倾斜。北部山地海拔高度一般为50~600m，最高点为迁西县北部的八面峰，海拔为842m；中部山前洪积、冲积平原海拔50m以下，地势平坦；南部和西南部为滨海盐碱地和洼地草泊，海拔为1.5~10m。

### 河流水系
流经唐山境内的河流有70条，主要是滦河、冀东沿海和北三河三大水系。滦河水系主要包括滦河、青龙河、澈河、长河、横河和清河；冀东沿海水系主要有陡河和沙河，在唐山境内单独入海的有溯河、小青龙河和双龙河等；北三河水系主要由北运河、蓟运河和潮白河组成。全境多年平均径流深108.5mm，其中山区178.5mm，平原区65.5mm。

### 气候类型
唐山属暖温带半湿润大陆性季风气候类型，四季分明，气候温和。春季多风少雨，蒸发量大，空气干燥，回暖快；夏季多东南风，炎热多雨；秋季多晴好天气，降温快，风速小；冬季盛行西北风，寒冷干燥。全年平均气温12℃左右。降水量集中在6~8月份，常有暴雨，多年平均降雨量660mm；一般初霜期在十月中旬，终霜期至次年四月份，无霜期158~205天。
| 唐山市气象数据（1971年至2000年） | 唐山市气象数据（1971年至2000年） | 唐山市气象数据（1971年至2000年） | 唐山市气象数据（1971年至2000年） | 唐山市气象数据（1971年至2000年） | 唐山市气象数据（1971年至2000年） | 唐山市气象数据（1971年至2000年） | 唐山市气象数据（1971年至2000年） | 唐山市气象数据（1971年至2000年） | 唐山市气象数据（1971年至2000年） | 唐山市气象数据（1971年至2000年） | 唐山市气象数据（1971年至2000年） | 唐山市气象数据（1971年至2000年） | 唐山市气象数据（1971年至2000年） |
| 月份                             | 1月                              | 2月                              | 3月                              | 4月                              | 5月                              | 6月                              | 7月                              | 8月                              | 9月                              | 10月                             | 11月                             | 12月                             | 全年                             |
| -------------------------------- | -------------------------------- | -------------------------------- | -------------------------------- | -------------------------------- | -------------------------------- | -------------------------------- | -------------------------------- | -------------------------------- | -------------------------------- | -------------------------------- | -------------------------------- | -------------------------------- | -------------------------------- |
| 历史最高温 °C（°F）              | 12.1 (53.8)                      | 19.5 (67.1)                      | 23.5 (74.3)                      | 32.5 (90.5)                      | 36.1 (97.0)                      | 39.6 (103.3)                     | 39.6 (103.3)                     | 36.0 (96.8)                      | 33.1 (91.6)                      | 31.4 (88.5)                      | 22.7 (72.9)                      | 13.2 (55.8)                      | 39.6 (103.3)                     |
| 平均高温 °C（°F）                | 0.9 (33.6)                       | 4.1 (39.4)                       | 10.7 (51.3)                      | 19.6 (67.3)                      | 25.2 (77.4)                      | 29.1 (84.4)                      | 30.2 (86.4)                      | 29.4 (84.9)                      | 25.9 (78.6)                      | 19.1 (66.4)                      | 9.8 (49.6)                       | 3.0 (37.4)                       | 17.3 (63.1)                      |
| 日均气温 °C（°F）                | −5.1 (22.8)                      | −2.0 (28.4)                      | 4.6 (40.3)                       | 13.1 (55.6)                      | 19.0 (66.2)                      | 23.4 (74.1)                      | 25.7 (78.3)                      | 24.7 (76.5)                      | 20.0 (68.0)                      | 12.8 (55.0)                      | 4.0 (39.2)                       | −2.5 (27.5)                      | 11.5 (52.7)                      |
| 平均低温 °C（°F）                | −10.2 (13.6)                     | −7.0 (19.4)                      | −0.8 (30.6)                      | 7.1 (44.8)                       | 13.0 (55.4)                      | 18.2 (64.8)                      | 21.7 (71.1)                      | 20.5 (68.9)                      | 14.6 (58.3)                      | 7.5 (45.5)                       | −0.7 (30.7)                      | −7.0 (19.4)                      | 6.4 (43.5)                       |
| 历史最低温 °C（°F）              | −22.7 (−8.9)                     | −19.8 (−3.6)                     | −14.6 (5.7)                      | −4.7 (23.5)                      | 3.5 (38.3)                       | 9.4 (48.9)                       | 14.6 (58.3)                      | 11.2 (52.2)                      | 4.7 (40.5)                       | −5.6 (21.9)                      | −14.5 (5.9)                      | −17.0 (1.4)                      | −22.7 (−8.9)                     |
| 平均降水量 mm（）                | 4.3 (0.17)                       | 4.4 (0.17)                       | 9.6 (0.38)                       | 21.3 (0.84)                      | 42.7 (1.68)                      | 86.6 (3.41)                      | 192.8 (7.59)                     | 162.5 (6.40)                     | 48.2 (1.90)                      | 23.5 (0.93)                      | 9.9 (0.39)                       | 4.5 (0.18)                       | 610.3 (24.04)                    |
| 平均降水天数（≥ 0.1 mm）         | 2.4                              | 2.4                              | 3.4                              | 4.6                              | 6.6                              | 9.0                              | 12.9                             | 10.7                             | 6.4                              | 4.8                              | 3.0                              | 2.0                              | 68.2                             |
| 来源：中国天气网                 |                                  |                                  |                                  |                                  |                                  |                                  |                                  |                                  |                                  |                                  |                                  |                                  |                                  |

### 自然资源

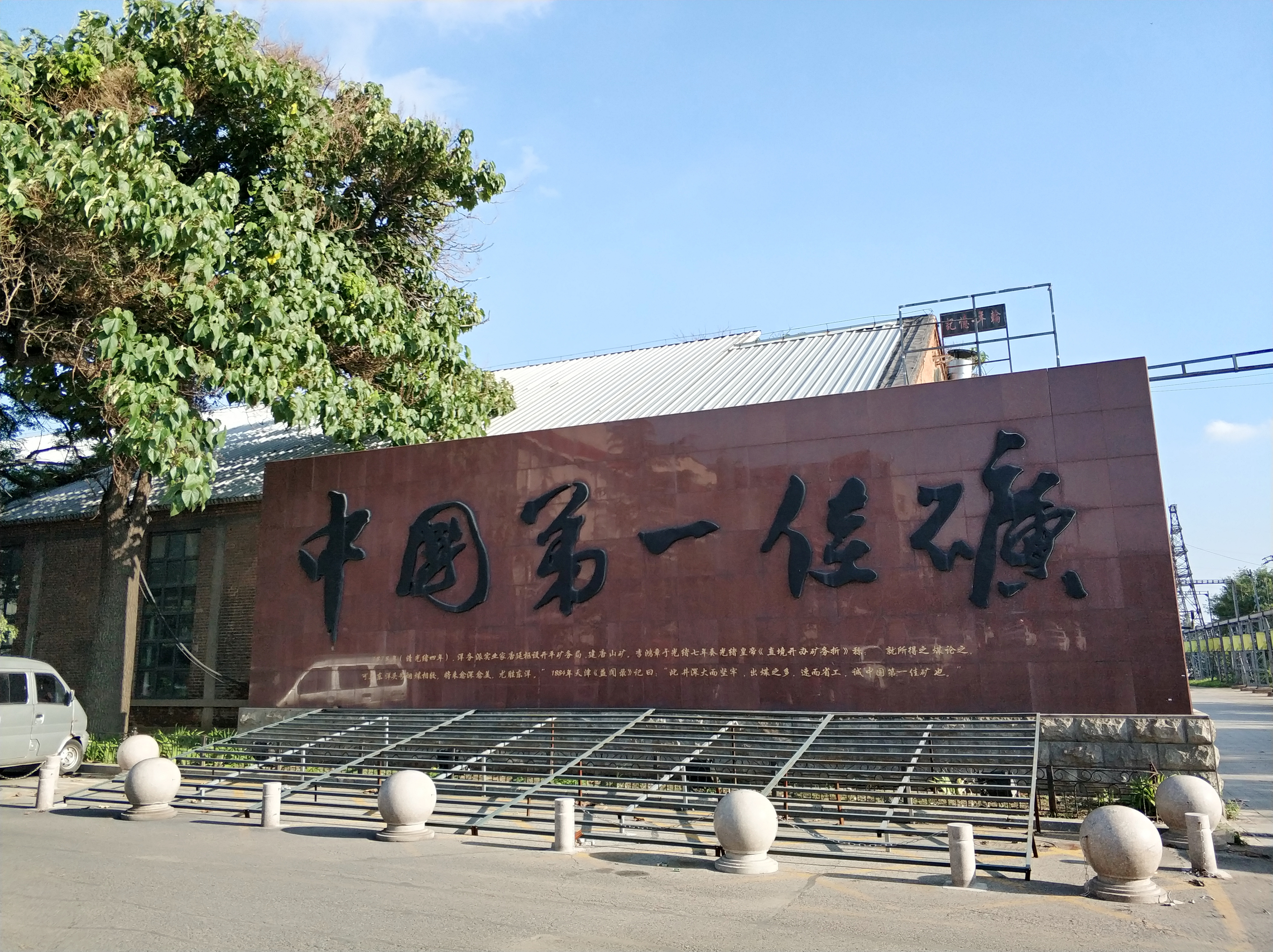
开滦唐山矿业分公司中国第一佳矿碑

唐山矿产资源丰富，主要包括煤、铁、金、石灰岩、白云岩、石油和天然气等。煤炭资源主要分布在古冶、开平、丰南、路南、路北、玉田等区县，开滦煤矿至今已有百余年开采历史。铁矿集中分布于迁西、迁安、遵化、滦州等地，是全国七大铁矿产区之一；金矿则主要分布在迁西。
唐山大陆海岸线长近230千米，沿海地带港口密布，岛屿、滩涂、渔业、盐业及油气等海洋资源丰富。全市森林覆盖率在2017年达到37.2%，拥有7个国家森林公园和省级森林公园。水资源同样充沛，20世纪80年代建设的引滦入津工程，将滦河上游潘家口水库和大黑汀水库的水引入天津市，有效缓解了天津缺水问题。

### 环境污染与治理
唐山作为中国重要的重工业城市，长期面临严重的环境问题。煤炭、钢铁、水泥等传统产业的高强度生产带来了大量的大气污染物，尤其是细颗粒物（PM2.5）和二氧化硫，导致空气质量一度较差。工业废水和固体废弃物的排放也对当地的水体和土壤造成了污染。同时，长期的矿产资源开采引发了地面沉降和生态破坏，部分地区的生态环境比较脆弱，水资源也比较紧张。
近年来，唐山市关闭和整顿了不少高污染企业，开展了大规模的绿化和生态恢复工作，提升了森林覆盖率和城市绿地面积。但由于工业基础庞大，污染治理仍面临不少挑战，特别是在工业集聚区，环境压力依然较大。

## 政治

### 党政领导
根据《中国共产党党章》和《中华人民共和国宪法》《中华人民共和国地方各级人民代表大会和地方各级人民政府组织法》，由中国共产党唐山市代表大会选举产生的中国共产党唐山市委员会，是中国共产党在唐山市的领导机关；中共唐山市委在中国共产党唐山市代表大会闭会期间，执行中国共产党河北省委员会的指示和中国共产党唐山市代表大会的决议，领导唐山市的工作，定期向中共河北省委报告工作；唐山市人民代表大会是唐山市国家权力机关，它的常设机关是唐山市人民代表大会常务委员会；唐山市人民政府是唐山市人民代表大会的执行机关，是唐山市国家行政机关，对唐山市人民代表大会和河北省人民政府负责并报告工作。根据《中国人民政治协商会议章程》，中国人民政治协商会议唐山市委员会是唐山人民爱国统一战线的组织，行使政治协商、民主监督和参政议政职能。
目前中共唐山市委（十一届）书记为张成中，市人大常委会（十六届）主任为李治义，市政府（十六届）市长为田国良，市政协（十三届）主席为苏铁成；其中市委书记一职因兼省委常委而为省部级副职，其余均为厅局级正职。
唐山市监察委员会于2018年2月正式成立。唐山市监察委员会是由唐山市人民代表大会选举产生并向其负责的国家监察机关，与中国共产党唐山市纪律检查委员会机关合署办公，机构规格为副厅局级。
| 机构     | · 中国共产党 · 唐山市委员会 | 唐山市人民代表大会 常务委员会 | 唐山市人民政府             | · 中国人民政治协商会议 · 唐山市委员会 |
| 职务     | 书记                        | 主任                          | 市长                       | 主席                                  |
| -------- | --------------------------- | ----------------------------- | -------------------------- | ------------------------------------- |
| 姓名     | 张成中                      | 李治义                        | 田国良                     | 苏铁成                                |
| 民族     | 汉族                        | 汉族                          | 满族                       | 汉族                                  |
| 籍贯     | 辽宁省盖州市                |                               | 河北省围场满族蒙古族自治县 | 河北省唐山市                          |
| 出生年月 | 1970年10月（54歲）          | 1966年11月（58歲）            | 1975年8月（49—50歲）       | 1964年9月（60歲）                     |
| 任职时间 | 2024年11月                  | 2025年1月                     | 2021年6月                  | 2023年2月                             |

### 行政区划

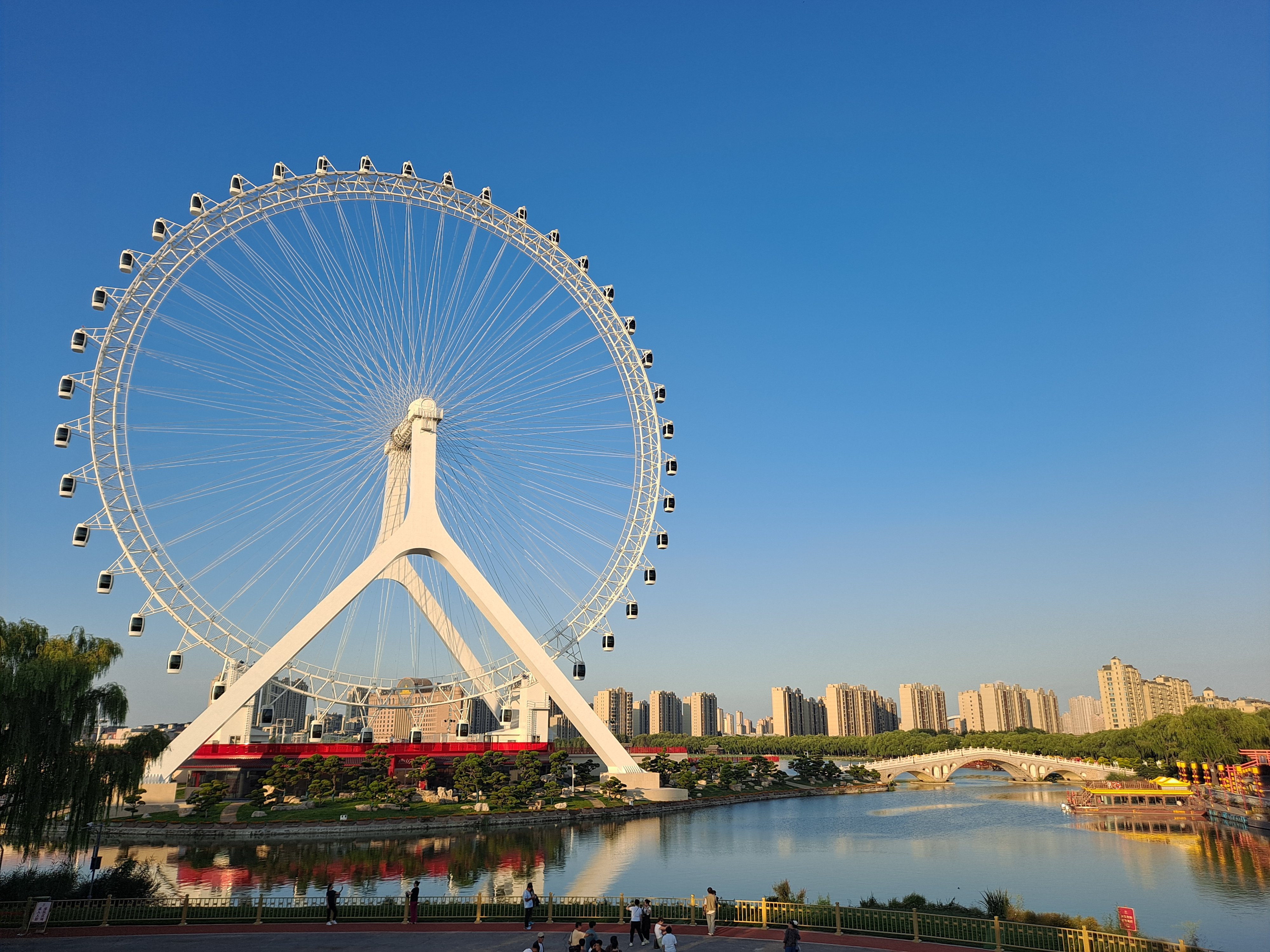
丰南区河头老街

唐山市现辖7个市辖区、4个县，代管3个县级市，共14个县级行政区划单位。
- 市辖区：路南区、路北区、古冶区、开平区、丰南区、丰润区、曹妃甸区
- 县：滦南县、乐亭县、迁西县、玉田县
- 县级市：遵化市、迁安市、滦州市

另设5+1个直属功能区：
- 唐山高新技术产业开发区（1992年成立，2010年升格为国家级高新技术产业开发区）
- 河北唐山海港经济开发区（1993年成立，省级经济开发区）
- 河北唐山芦台经济开发区（2003年成立，省级经济开发区）
- 唐山市汉沽管理区（2003年成立，县级行政管理区）
- 唐山国际旅游岛（2011年成立，2018年被评为省级旅游度假区）
- 京冀曹妃甸协同发展示范区（2020年5月正式纳入唐山市委、市政府管理序列）

| 唐山市行政区划图 | 唐山市行政区划图 | 唐山市行政区划图 | 唐山市行政区划图  | 唐山市行政区划图        | 唐山市行政区划图 | 唐山市行政区划图 | 唐山市行政区划图 | 唐山市行政区划图 | 唐山市行政区划图 | 唐山市行政区划图 |
| --- | ---------------- | ---------------- | ----------------- | ----------------------- | ---------------- | ---------------- | ---------------- | ---------------- | ---------------- | ---------------- |
| 路南区 路北区 古冶区 开平区 丰南区 丰润区 曹妃甸区 滦南县 乐亭县 迁西县 玉田县 遵化市 迁安市 滦州市 汉沽 · 管理区 芦台经济 · 开发区 |                  |                  |                   |                         |                  |                  |                  |                  |                  |                  |
| 区划代码 | 区划名称         | 汉语拼音         | 面积 （平方公里） | 常住人口 （2020年普查） | 政府驻地         | 邮政编码         | 乡级行政区划     | 乡级行政区划     | 乡级行政区划     | 乡级行政区划     |
| 区划代码 | 区划名称         | 汉语拼音         | 面积 （平方公里） | 常住人口 （2020年普查） | 政府驻地         | 邮政编码         | 街道 办事处      | 镇               | 乡               | 其中： 民族乡    |
| 130200 | 唐山市           |                  | 14,341.47         | 7,717,983               | 路北区           | 063000           | 54               | 132              | 45               | 3                |
| 130202 | 路南区           |                  | 60.84             | 334,204                 | 学院南路街道     | 063000           | 9                | 1                | 1                |                  |
| 130203 | 路北区           |                  | 123.95            | 914,396                 | 乔屯街道         | 063000           | 12               | 2                |                  |                  |
| 130204 | 古冶区           |                  | 248.37            | 317,932                 | 京华街道         | 063100           | 5                | 2                | 3                |                  |
| 130205 | 开平区           |                  | 237.91            | 279,432                 | 开平街道         | 063000           | 5                | 6                |                  |                  |
| 130207 | 丰南区           |                  | 1,591.70          | 648,640                 | 青年路街道       | 063300           | 3                | 14               | 3                |                  |
| 130208 | 丰润区           |                  | 1,309.56          | 840,934                 | 太平路街道       | 064000           | 3                | 19               | 3                |                  |
| 130209 | 曹妃甸区         |                  | 1,280.64          | 352,069                 | 唐海镇           | 063200           | 3                | 5                |                  |                  |
| 130224 | 滦南县           |                  | 1,482.57          | 508,538                 | 友谊路街道       | 063500           | 1                | 16               |                  |                  |
| 130225 | 乐亭县           |                  | 1,607.08          | 487,416                 | 乐安街道         | 063600           | 1                | 11               | 3                |                  |
| 130227 | 迁西县           |                  | 1,460.67          | 365,615                 | 栗乡街道         | 064300           | 1                | 9                | 8                |                  |
| 130229 | 玉田县           |                  | 1,170.17          | 664,906                 | 无终街道         | 064100           | 1                | 16               | 4                |                  |
| 130281 | 遵化市           |                  | 1,513.63          | 707,047                 | 文化路街道       | 064200           | 2                | 13               | 12               | 3                |
| 130283 | 迁安市           |                  | 1,227.19          | 776,752                 | 永顺街道         | 064400           | 4                | 10               | 7                |                  |
| 130284 | 滦州市           |                  | 1,027.21          | 520,102                 | 滦河街道         | 063700           | 4                | 10               |                  |                  |
| 注1：路北区数字包含唐山高新技术产业开发区托管高新区街道；丰南区数字包含汉沽管理区托管振兴街道、汉丰镇，及芦台经济开发区托管新华路街道、海北镇（面积中丰南区1,312.05平方公里；汉沽管理区145.31平方公里；芦台经济开发区134.34平方公里）；丰润区数字包含唐山高新技术产业开发区托管老庄子镇；乐亭县数字包含唐山海港经济开发区托管王滩镇；曹妃甸区数字包含南堡经济开发区托管希望路街道、滨海镇。 注2：曹妃甸区除下辖3街道5镇共8乡级行政区之外，还辖有12农垦体制的政企合一单位，即曹妃甸区第一农场、第三农场、第四农场、第五农场、第六农场、第七农场、第八农场、第九农场、第十农场、第十一农场、八里滩养殖场、十里海养殖场，行政级别相当于乡科级。 |                  |                  |                   |                         |                  |                  |                  |                  |                  |                  |

## 经济

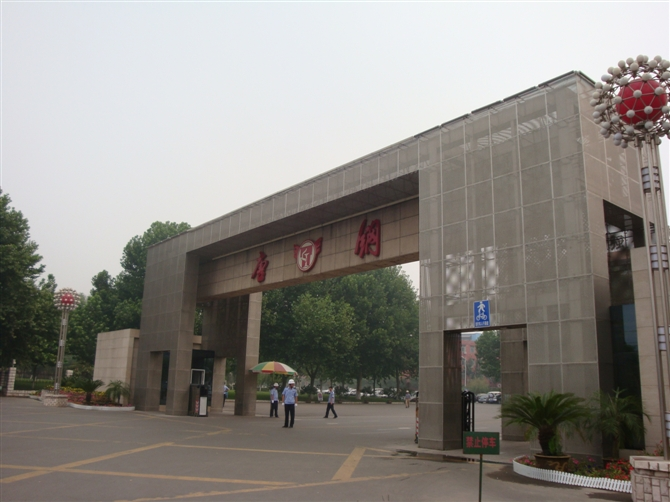
唐山钢铁集团

唐山是具有百余年历史的工业城市，中国近代工业发祥地之一，被誉为“中国近代工业的摇篮”和“北方瓷都”。1877年建成中国第一条铁路——唐胥铁路（唐山至胥各庄）及配套修车厂（今唐山轨道客车有限责任公司），并兴办开滦煤矿、首座耐火材料厂和当时全国最大的水泥厂。唐山是中国卫生瓷和工业瓷最大生产基地，开滦煤矿为国内焦煤产量最高的煤矿。
唐山市已形成钢铁、能源、建材、化工、机械、陶瓷等支柱产业，是中国重要的能源和原材料基地。2010年，习近平在唐山提出建设东北亚地区经济合作窗口城市、环渤海新型工业化基地和首都经济圈重要支点。
2011年，全市地区生产总值5442.41亿元，居河北省首位，比上年增长11.7%；人均生产总值71,626元（约11,090美元），为全省平均的两倍。

### 工业
唐山工业起源于晚清的洋务运动。1876年，直隶总督李鸿章派唐廷枢在冀东勘察煤铁资源；1878年成立开平矿务局，1881年唐山煤矿投产，成为中国第一座现代化煤矿，带动铁路、水泥、陶瓷、机械等产业兴起。1881年建成中国第一条自主设计施工的铁路——唐胥铁路，并与京奉铁路相连，形成北方重要交通枢纽。19世纪末至20世纪初，唐山相继出现中国第一座机械化水泥厂（启新水泥厂）、第一座机械化陶瓷厂和第一批标准化机车车辆制造企业，奠定了近代工业基础。
20世纪30年代，唐山工业规模初具，但因战乱及经济衰退陷入困境。此时期，工人运动频发，如京奉铁路大罢工、开滦五矿同盟大罢工等，对中国劳工运动史产生影响。1948年12月，中国人民解放军接管开滦煤矿等大型厂矿，官僚资本企业收归国有，随后推行公私合营政策。1950年代，唐山工业迅速恢复并扩张，1957年工业总产值较1952年增长近一倍。
文化大革命初期，全国工业受到冲击，唐山亦受影响。1968年开滦煤矿产量回升，占全国煤炭总产量的六分之一。1970年代，煤炭、钢铁等行业持续增长，但在1976年唐山大地震中遭受重创，全国支援下至1977年基本恢复生产。
改革开放后，唐山成为中国重要的能源、钢铁、建材生产基地，形成钢铁—煤炭—电力—建材—化工等完整产业链。进入21世纪，依托唐山港和曹妃甸开发区，钢铁、港口物流、装备制造等产业升级。大型企业包括开滦集团、唐山轨道客车公司、唐钢集团、冀东水泥、三友化工、开元电器等。2008年，时速350公里的“和谐号”动车组在唐山下线，刷新多项世界纪录。
工业化也带来环境污染、资源消耗等问题，唐山自2010年代起推进产业结构调整，发展节能环保、新能源、高端装备制造等新兴产业。

### 国家级开发区
- 唐山曹妃甸经济技术开发区
- 唐山高新技术产业开发区
- 曹妃甸综合保税区

## 交通
唐山地处华北地区通往东北地区的交通要道，为全国性综合交通枢纽城市之一。境内铁路、公路交织成网、四通八达，目前已实现县县通高速和京津唐1小时经济圈。随着津秦客运专线的通车、京唐城际铁路的开工建设，将与京津形成「半小时」经济圈。唐山港「一港三区」（京唐港区、曹妃甸港区和丰南港区），是中国北方地区性重要港口，辐射华北西北广大地区。唐山三女河机场是河北省内第四个正式营运的民航机场。在国家发展和改革委员会、交通运输部2018年12月印发的《国家物流枢纽布局和建设规划》中，唐山市被明确为港口型和生产服务型国家物流枢纽承载城市。

### 铁路

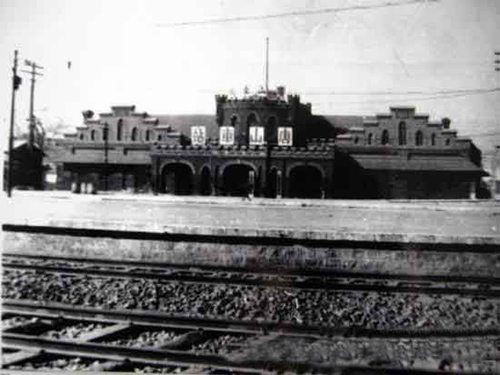
1907年的唐山车站

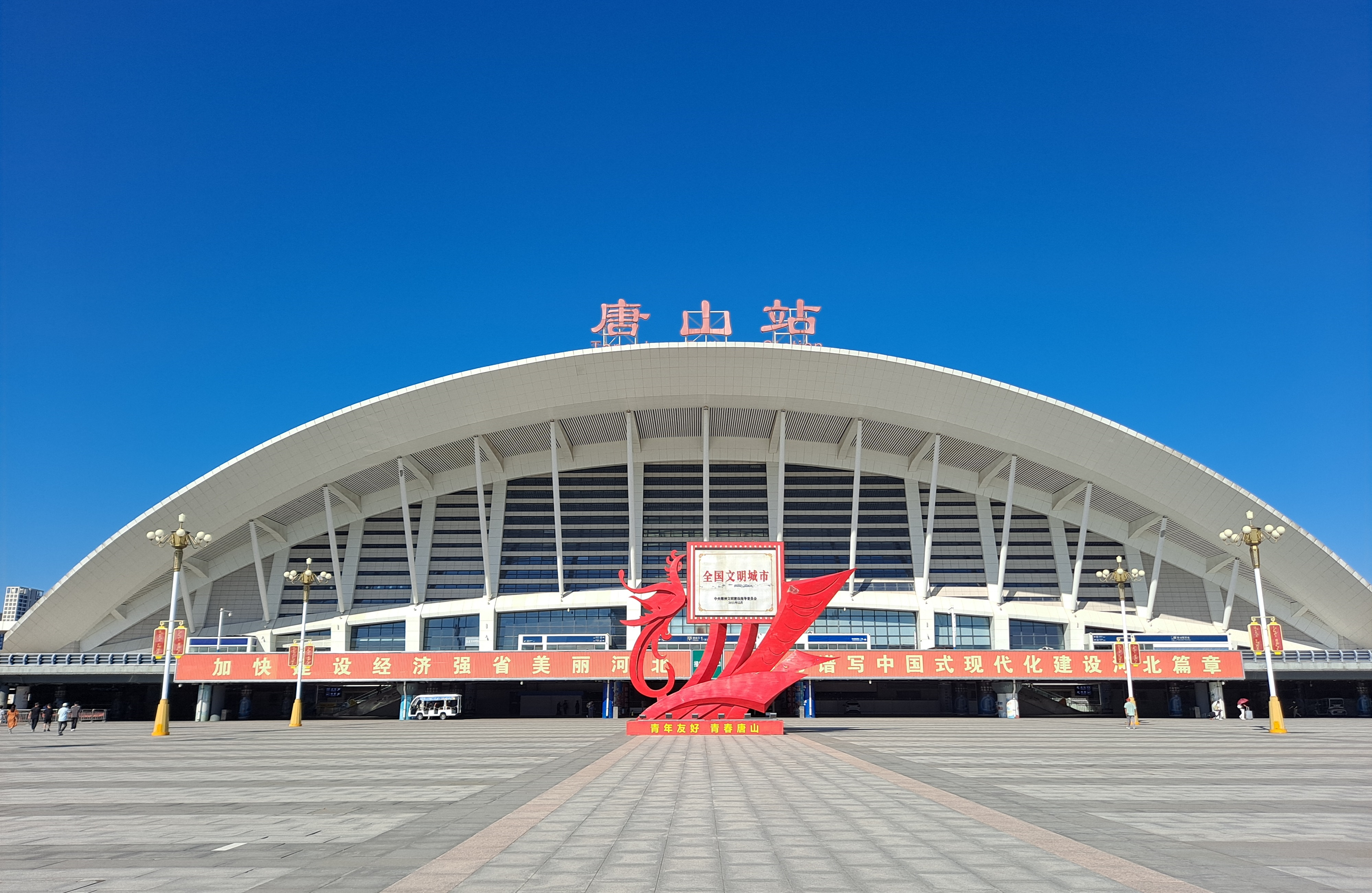
唐山站

唐山是中国铁路交通的源头，1881年开平矿务局修筑的唐山至胥各庄全长约20华里的唐胥铁路，是中国自建的第一条标准轨铁路，当时的主要运营任务是承担开平煤矿的煤炭运输，开平煤矿（今开滦唐山矿）成为中国铁路的起点。唐胥铁路后来向西延伸到天津、北京，向东延伸至山海关，成为京山铁路的一部分。唐山市路南、路北两区名称中的「路」最初就是指京山铁路。位于今路南区的唐山南站，原为唐山的主要客运站唐山站，其前身（俗称老车站，位于现建国路天桥东侧老站道口处）随唐胥铁路而诞生，是中国第一座火车站，后迁建于现址，1907年开始运营。1996年因京山铁路压煤改线而被新唐山站所取代。
今穿越唐山境内的铁路主要有京哈铁路、津山铁路、大秦铁路、津秦高铁（津秦铁路客运专线）、京唐城际铁路、张唐铁路、迁曹铁路、唐曹铁路（在建）、环渤海城际铁路（规划中）、唐遵城际铁路（规划中）、津承城际铁路（规划中）等。唐山市市区范围内主要车站有唐山站（位于路北区）、唐山北站（位于丰润区）、唐山西站（位于高新技术开发区）、唐山南站（位于路南区）、曹妃甸港站（位于曹妃甸区）和曹妃甸东站（位于曹妃甸区）。

### 公路
- 高速公路： 京哈高速、 长深高速、京秦高速、唐津高速、承唐高速、唐廊高速、唐港高速、西外环高速公路、唐曹高速、沿海高速、迁曹高速
- 国道： 102国道、 112国道、 205国道

### 港口

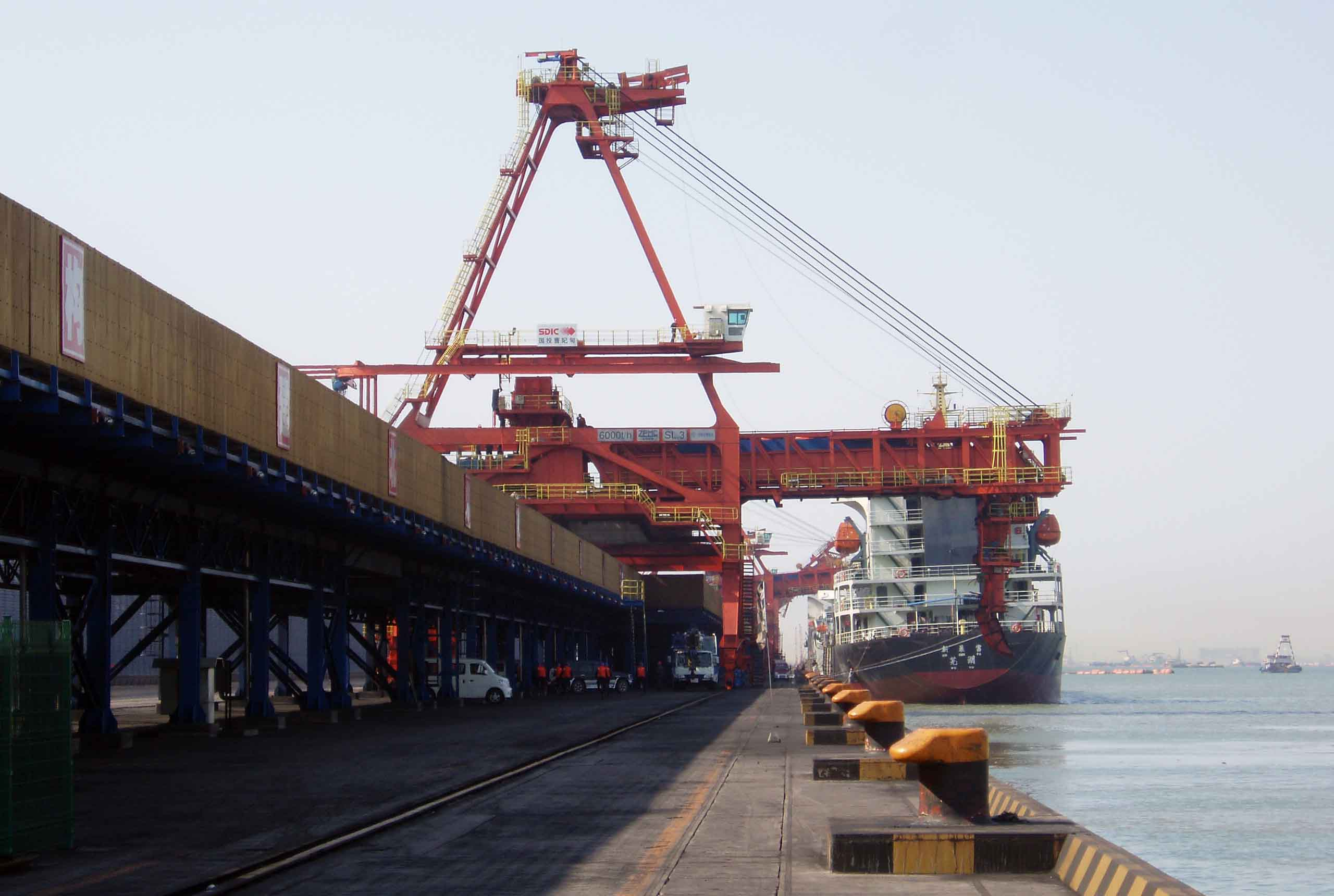
唐山港曹妃甸港区

唐山现有229.7公里的海岸线。孙中山曾在辛亥革命前后两次到唐山考察，在1918－1919年写作《建国方略·实业计划(物质建设)》时，提出在渤海岸线乐亭县王滩一带兴建港口的设想。1980年代末，唐山市开始谋划港口建设。唐山港京唐港区（初名「王滩港」，1993年7月京唐两市合作建港后命名为「京唐港」）于1989年开工建设，1992年正式通航，是唐山最早开发的国家一类对外开放口岸。曹妃甸港区于2004年开工建设，2005年通航运营，其矿石码头的2个泊位可停靠40万吨级矿石轮船。丰南港区项目于2016年开工建设。
截至2019年，唐山港已建成矿石、煤炭、LNG、原油、集装箱等各类泊位126个，航线通达70多个国家和地区的150余个港口，是全国主要的进口铁矿石接卸港和钢材输出港，2019年货物吞吐量在全国港口中排名第三。近年来，唐山港在山西、内蒙古、新疆等地建立了多个内陆港，开通海铁联运班列，2018年开通中蒙国际集装箱直达班列，以及京唐港至安特卫普班列的首条中欧班列。

### 航空
唐山三女河机场位于高新技术开发区境内，距市中心区20公里，是一座军民合用机场。其前身为1950年修建的位于路北区的军用机场，1976年唐山地震时曾于第一时间派机报告灾情，并在难以想象的条件下指挥救灾飞机起降3000余架次，抢运了大批重伤员及救灾物资，整个过程无一事故，堪称奇迹。1985年曾短暂开通民航。因城市发展需要，于2004年11月搬迁至现址。2007年3月唐山市开始筹备建设唐山三女河机场。2008年12月国务院、中央军委批复同意唐山军用机场实行军民合用并进行扩建。2009年2月机场工程正式开工。2010年7月唐山三女河机场正式通航，是河北省正式运营的第4个客运机场。

### 公共交通
2019年末主城区公交运营车辆1944部，其中新能源公交车（电动、插电）541部，清洁能源公交车1403部；公交运营线路141条。开通凤凰旅游巴士专线，市民中心公交首末站建成投用。

## 社会

### 人口
根据2020年第七次全国人口普查，全市常住人口为7,717,983人。同第六次全国人口普查的7,577,289人相比，十年共增加了140,694人，增长1.86%，年平均增长率为0.18%。其中，男性人口为3,921,523人，占总人口的50.81%；女性人口为3,796,460人，占总人口的49.19%。总人口性别比（以女性为100）为103.29。0－14岁的人口为1,278,373人，占总人口的16.56%；15－59岁的人口为4,678,975人，占总人口的60.62%；60岁及以上的人口为1,760,635人，占总人口的22.81%，其中65岁及以上的人口为1,232,975人，占总人口的15.98%。居住在城镇的人口为4,963,907人，占总人口的64.32%；居住在乡村的人口为2,754,076人，占总人口的35.68%
2019年末全市常住人口796.42万人，其中城镇人口512.26万人，乡村人口284.16万人；常住人口城镇化率64.32%。2018年末户籍总人口758.08万人，其中，男性382.94万人，占50.51%；女性375.14万人，占49.49%。全年出生人口7.68万人，出生率10.15‰；死亡人口3.07万人，死亡率4.06‰；人口自然增长率6.09‰。唐山外来人口中以东北人居多。

### 民族
唐山市人口以汉族为主，少数民族有51个，总人口约35.99万人，占全市总人口的4.75%，居河北省第三位，是全省散居少数民族人口较多的城市之一。少数民族中以满族人口最多，约28.77万人，占少数民族总人口的绝大多数；其次为回族3万余人，再次为壮族和蒙古族，各1万余人。以上四个民族合计占全市少数民族人口的96%以上。少数民族人口超过万人的区县（市）包括：遵化市11.45万人、玉田县4.78万人、丰润区3.19万人、迁安市2.99万人、路北区2.38万人、丰南区2.23万人、滦南县1.96万人、迁西县1.53万人、滦州市1.37万人。全市共有3个民族乡和2个少数民族主体镇，均位于遵化市境内，分别为西下营满族乡、汤泉满族乡、东陵满族乡，以及马兰峪镇和石门镇（两镇均以满族人口为主体）。全市228个民族村分布于各区县（市），其中满族村199个、回族村28个、满回联合村1个。
根据第七次全国人口普查，全市常住人口中，汉族人口为7,425,614人，占96.21%；满族人口为228,586人，占2.96%；其他少数民族人口为63,783人，占0.83%。与2010年第六次全国人口普查相比，汉族人口增加98,893人，增长1.35%，比例下降0.48个百分点；少数民族人口增加41,801人，增长16.68%，比例提高0.48个百分点。其中满族人口增加29,239人，增长14.67%，比例提高0.33个百分点。

### 方言
唐山话属冀鲁官话，与普通话在语音上差异较为明显，主要特征是扬声发作降调。市区及古冶口音被认为最为纯正。已故著名评剧表演艺术家赵丽蓉在小品表演中，常以带有浓郁“唐山味儿”的语言作为特色。
唐山市内各地口音存在一定差异：滦州、滦南、乐亭等地口音接近，合称“昌南乐”（“昌”指昌黎）。丰润口音接近市区，但在声调上有细微差别。迁西与迁安口音相近，发音较硬。

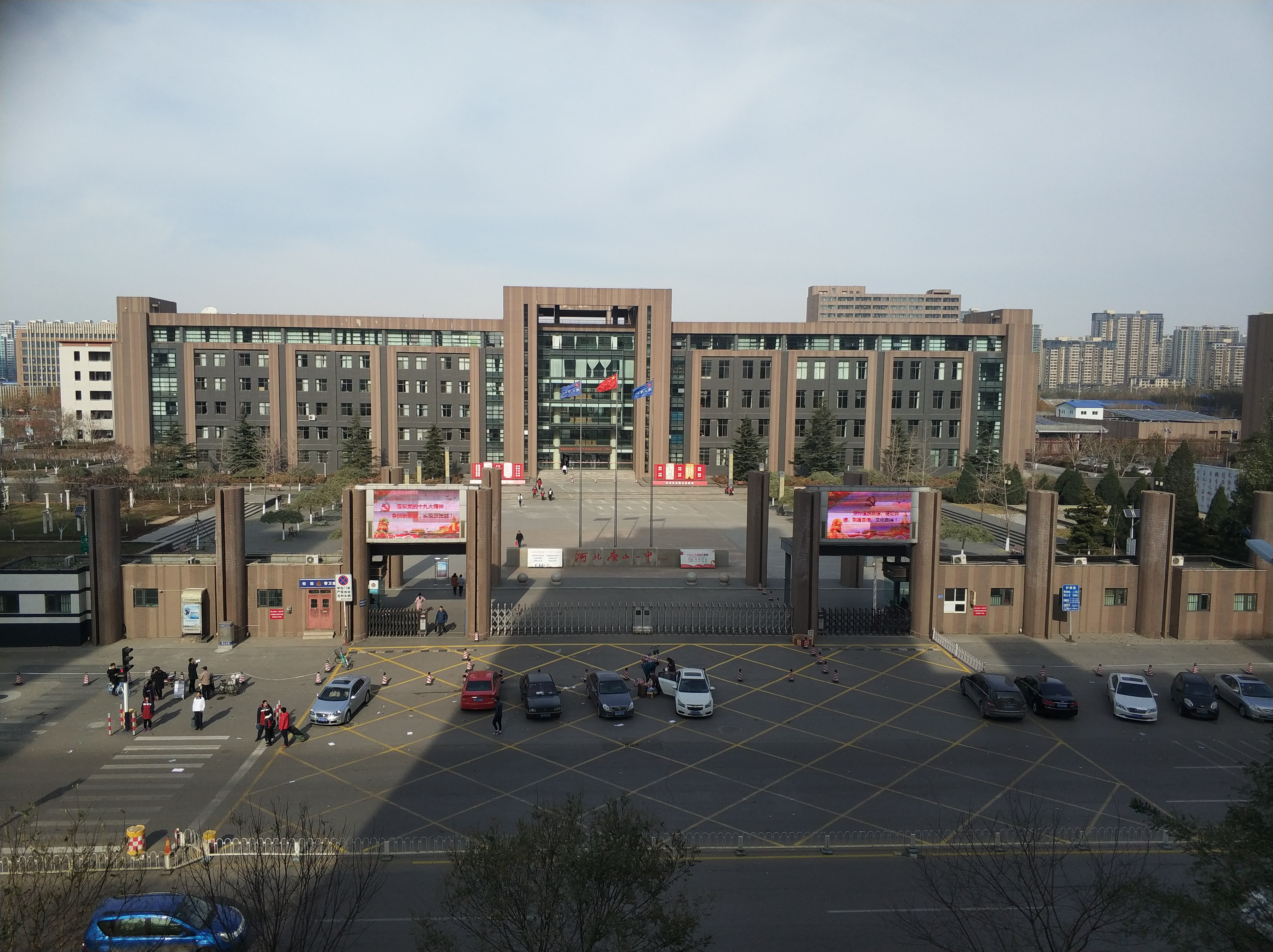
唐山一中校门

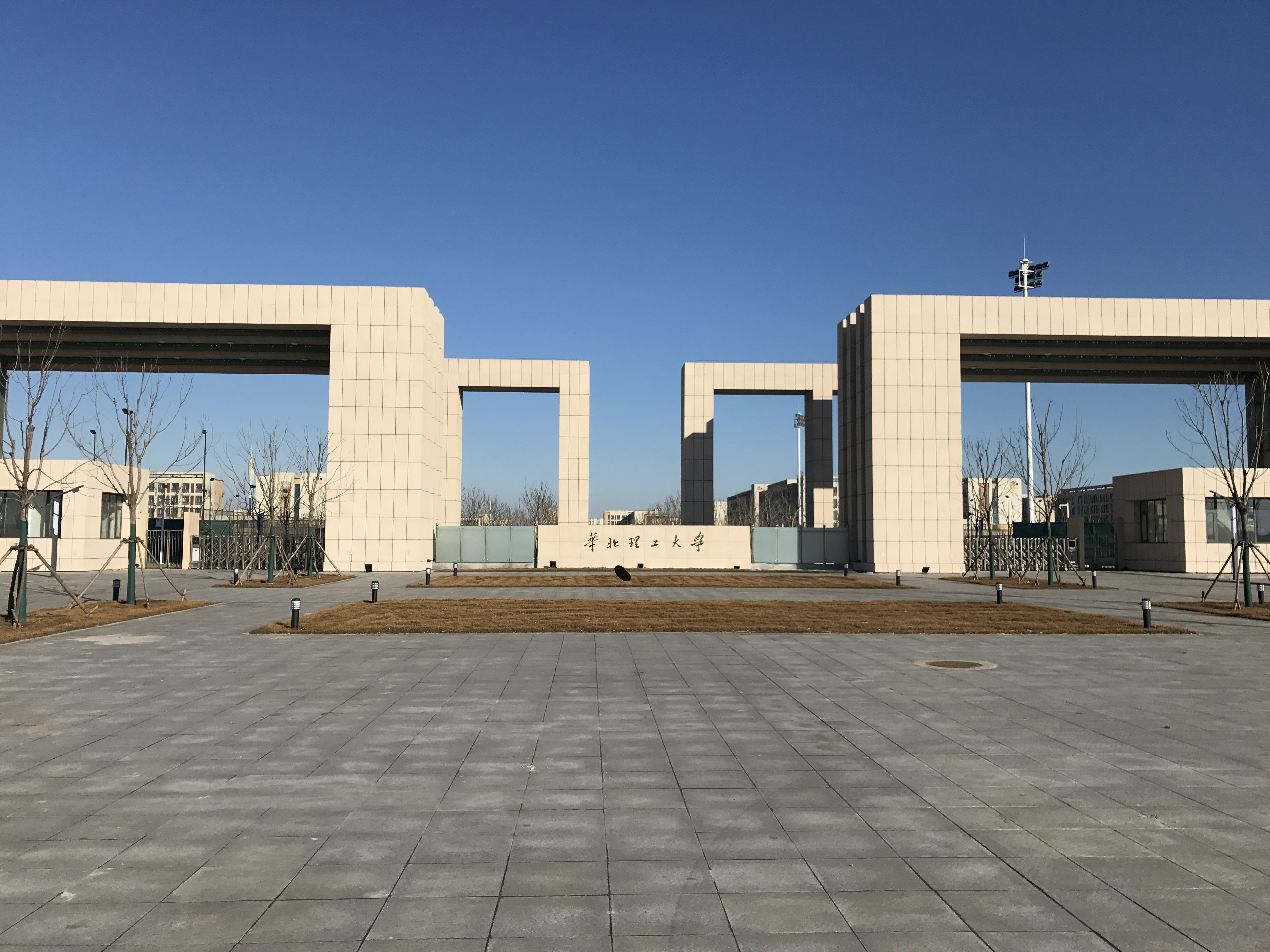
华北理工大学西二门

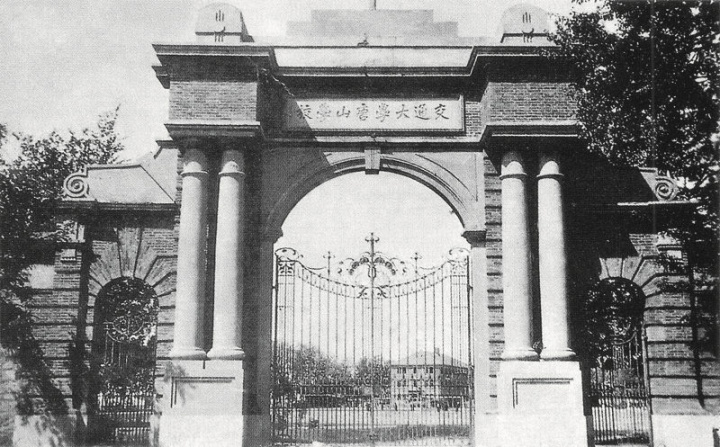
交通大学唐山学校(1920-1922)

丰南及原唐海地区口音亦较为特殊。

### 教育
唐山市基础教育体系中包含多所重点中学，其中包括唐山市第一中学（亦称唐山市翔云中学）、唐山市第二中学（唐山二中实验学校）、唐山市开滦第一中学、唐山市开滦第二中学、唐山市第八中学（河北唐山外国语学校）、唐山市第十中学以及唐山市第十一中学。
唐山是中国交通工程、矿冶工程高等教育的重要发源地之一。1905年，受庚子国变影响停办的山海关北洋铁路官学堂在唐山天津武备学堂开平班旧址复校，更名为唐山铁路学堂；1906年增设矿科，后发展为唐山路矿学堂。此后学校多次更名，在当地通常被称为“唐山交通大学”，培养了包括茅以升、竺可桢、林同炎、杨杏佛、黄万里等在内的大批知名校友。受开滦煤矿采掘影响，20世纪50年代后期曾考虑迁往甘肃兰州选址建设。1964年，根据中央“大三线建设”部署，铁道部决定将唐山铁道学院迁至四川峨眉；1972年更名为西南交通大学。2017年，西南交通大学唐山研究生院正式挂牌成立。
现今唐山市内的高等院校包括华北理工大学、唐山师范学院、唐山学院，以及民办独立学院华北理工大学轻工学院和华北理工大学冀唐学院。

### 医疗
唐山市拥有多家综合性和专科医院，主要医疗机构包括唐山市工人医院、唐山市人民医院（兼肿瘤医院）、华北理工大学附属医院、开滦总医院、唐山市协和医院、唐山市中医医院以及唐山市妇幼保健院（妇儿医院）等。此外，唐山市还有专门的精神卫生中心（第五医院）、肺科医院（第四医院）、传染病医院（第七医院）、眼科医院和多个工业企业附属医院，如唐钢医院（弘慈医院）和陶瓷集团医院（第八医院）。公安系统设有唐山市公安局安康医院，负责戒毒和相关医疗服务。中国人民解放军联勤保障部队第九八二医院（原解放军第二五五医院）也在当地提供医疗保障。
近年来，随着医疗体制改革推进，部分医院在资源整合和管理方面面临挑战。唐山南湖医院因经营不善及资金链断裂停诊，引发社会广泛关注。

### 宗教

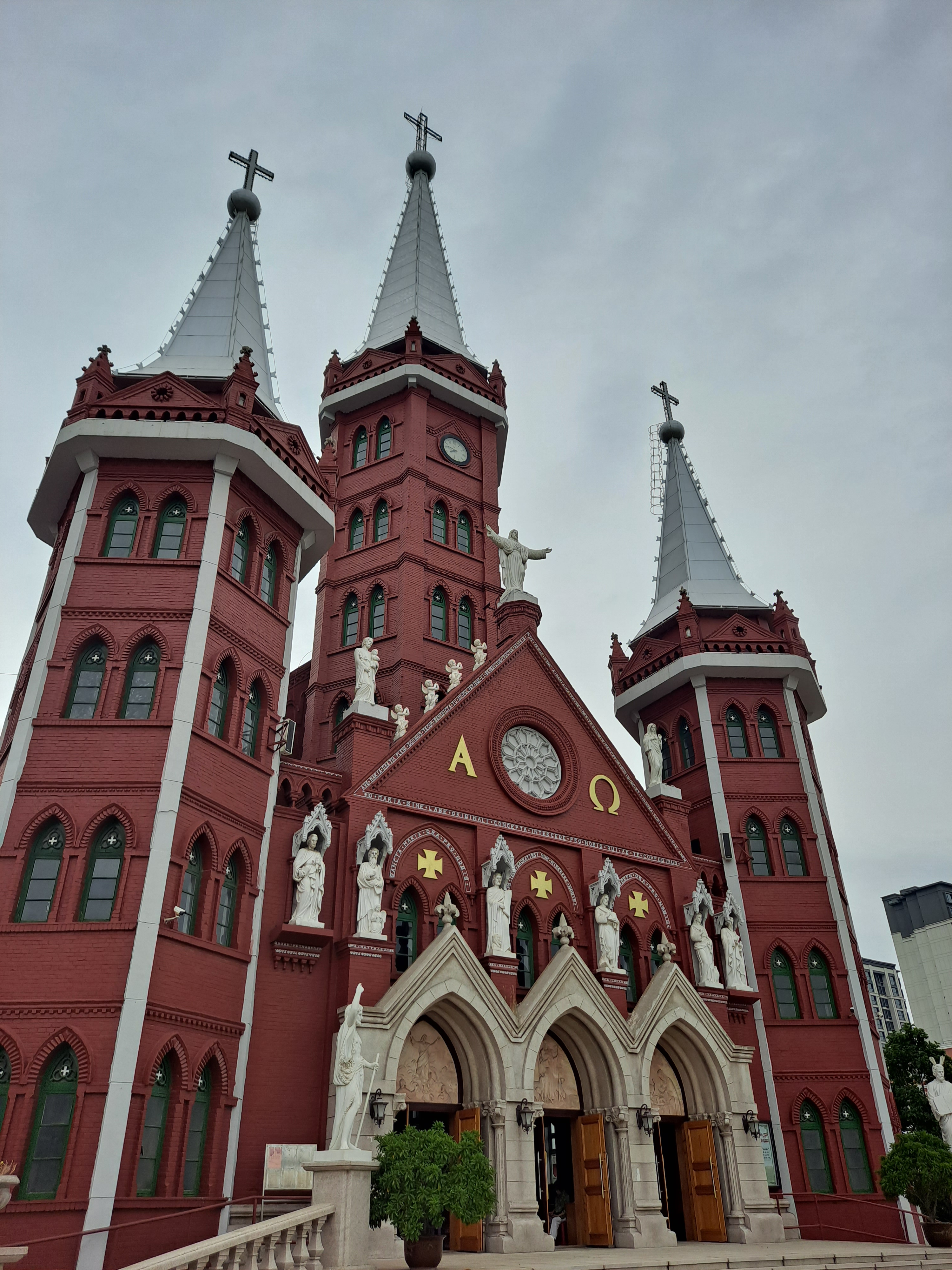
武家庄教堂

主要有道教、佛教、伊斯兰教、天主教、基督教（新教）五大宗教。在路北区有佛教寺院大唐兴国禅寺、两座基督教堂（分别在伍家庄街、西外环）。各市区都有几座天主堂。路南区（和平路）和开平区有清真寺。道教名观玉清观在开平区，1976年毁于唐山地震，后来道士董崇文投资1200万元，在开平老城北门外重建，今唐山道教协会即坐落于此。

## 文化

### 民间艺术
唐山民间文化品类有秧歌、跑旱船、踩高跷等表演形式，有泥塑、剪纸、刺绣等工艺美术类型，有花会、庙会等群众文化活动。唐山开埠后，秧歌、莲花落、数来宝等在民间广为流传，莲花落经过剧作家成兆才等的改编，发展成为评剧，在华北、东北地区影响广泛，并成为全国性大剧种。成兆才创作改编了近百个评剧剧目，其中《花为媒》《杨三姐告状》较为知名。近年来唐山每年举办中国评剧艺术节。乐亭的清平歌和散曲后发展成为乐亭大鼓，乐亭皮影广泛流行于冀东地区，遂称为唐山皮影。评剧、皮影、乐亭大鼓被誉为「冀东文艺三枝花」，均为国家非物质文化遗产。

### 饮食与特产
唐山菜属于典型的北方菜，代表菜肴有海参扒肘子、酱汁瓦块鱼、红烧裙边等，小吃包括蜂蜜麻糖、棋子烧饼、花生酥糖等。煨肘子起源于20世纪初，由厨师在传统猪肘子做法的基础上改良，1937年由唐山鸿宴饭庄推出。鸭黄豆角以鸭黄、豆角为主要原料，属京东风味小吃。
唐山特产涵盖传统食品、农产品和工艺品。传统食品有蜂蜜麻糖、棋子烧饼、万里香烧鸡、花生酥糖和大饹馇等；农产品包括京东板栗、胭脂稻、滦州花生、柏各庄大米、大白菜、水蜜桃、栗蘑、香菇、甘薯等。沿海地区水产资源丰富，有对虾、海蟹、河蟹、蚶子、海米及多种鱼类。唐山是重要陶瓷产区，产品包括日用瓷、建筑瓷、卫生瓷和美术瓷。其他地方食品饮料有酱油肘子、缸炉烧饼、虾油、虾酱和玉田老酒等。

## 体育

### 场馆

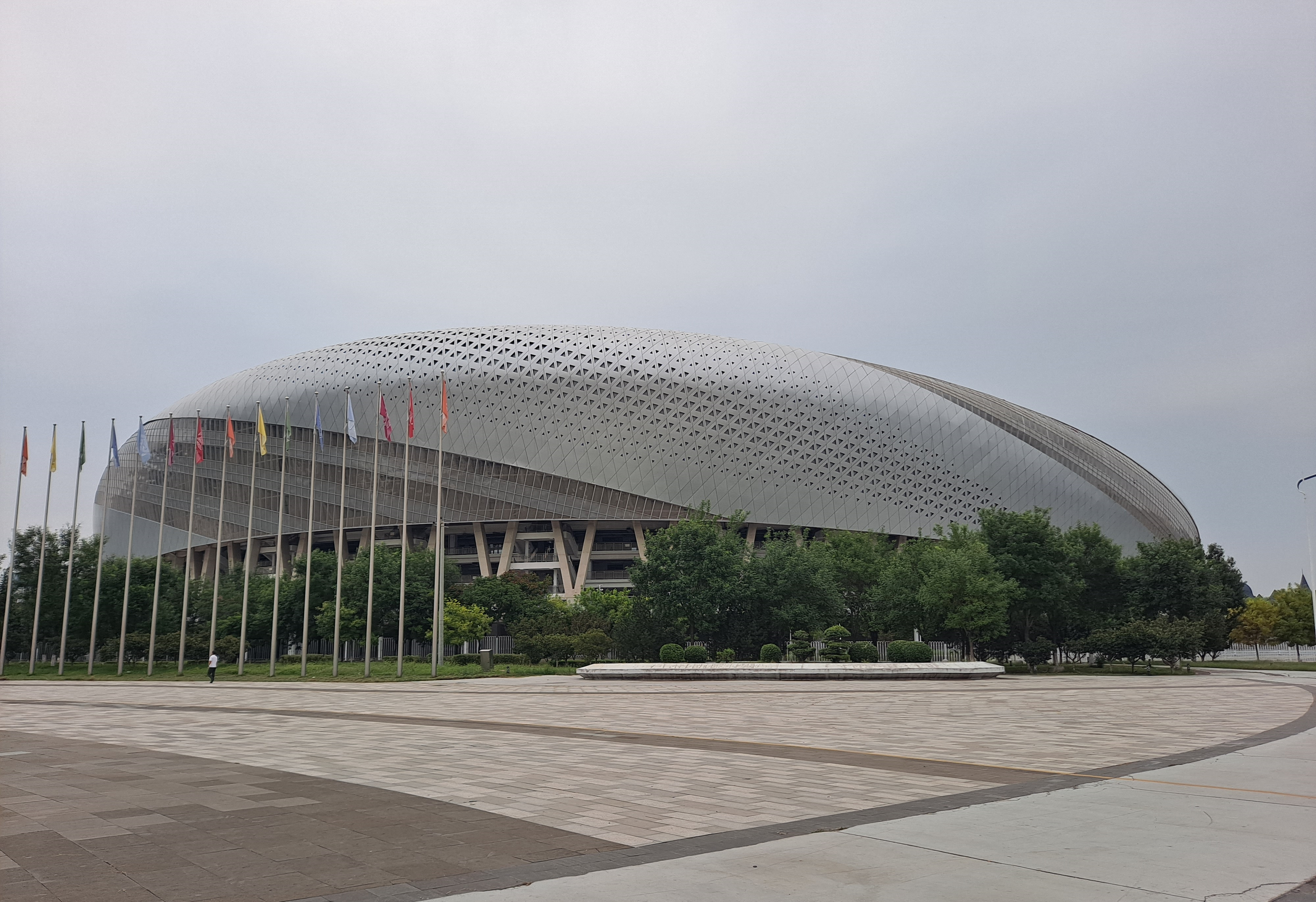
唐山新体验中心体育场

唐山新体育中心，位于河北省唐山市南湖生态旅游风景区附近，占地约258.3亩，建筑面积约11.29万平方米，由400米标准田径体育场（3.5万座）、冰篮一体体育馆（6000座）和游泳馆（2000座）组成，可承办地区性综合赛事及全国单项赛事。2023年1月1日启用，曾获中国钢结构金奖、2022年中国建筑金属结构协会科学技术奖优秀奖等。

### 赛会
唐山近年来举办了多项国内外体育赛事。1991年9月20日至28日，唐山市与石家庄市共同承办第二届全国城市运动会。1995年8月23日至29日，第三届中日韩青少年运动会在唐山举行。2000年6月8日至11日，第二届世界男子乒乓球俱乐部锦标赛在唐山举办。2016年，唐山与中国田径协会、河北省体育局联合创办唐山国际马拉松赛，首届为半程马拉松，自2017年起升级为全程马拉松，每年秋季举办。此外，2016年还举办了全国公路自行车冠军赛总决赛暨首届唐山全国自行车公开赛，并自此每年举办该赛事。2017年，首届“一带一路”杯国际沙滩足球邀请赛在唐山国际旅游岛举办。

## 名胜

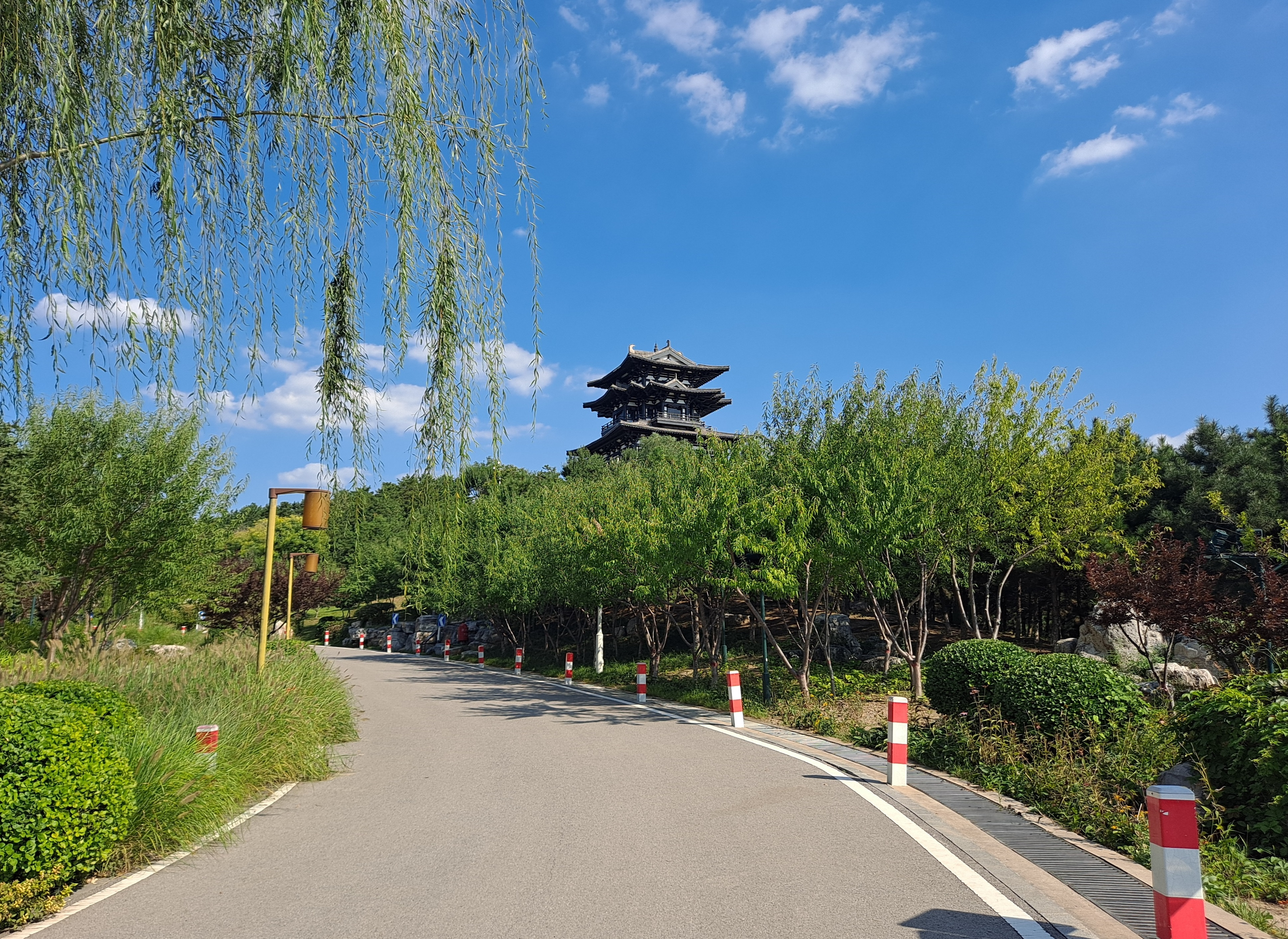
南湖公园龙山

位于唐山市中心城区的著名旅游景点包括：唐山抗震纪念碑广场及抗震纪念馆、2016唐山世界园艺博览会会址、南湖城市中央生态公园、开滦国家矿山公园、中国（唐山）工业博物馆和中国铁路源头博物馆、唐山地震遗址纪念公园以及凤凰山公园、大城山公园、大钊公园等。
分布在其他各区县（市）的风景名胜主要有：世界文化遗产、全国重点文物保护单位、国家5A级旅游景区——遵化清东陵，迁西潘家口-喜峰口水下长城和青山关长城，迁西景忠山，迁安国家地质公园山叶口景区，复原滦州千百年历史古迹风貌的滦州古城，乐亭李大钊纪念馆及故居，丰南唐津运河风景区，省级自然保护区、鸟类乐园——曹妃甸湿地，省级旅游度假区——唐山国际旅游岛（菩提岛、月岛和祥云岛）等。
截至2019年末，全市共有世界文化遗产1处，国家5A级旅游景区1处、4A级旅游景区13处，全国重点文物保护单位15个，国家城市湿地公园1个（唐山南湖国家城市湿地公园）、国家森林公园2个（翔云岛国家森林公园、清东陵国家森林公园），国家地质公园1个（迁安国家地质公园），全国爱国主义教育示范基地4个（乐亭李大钊纪念馆、丰润潘家峪惨案纪念馆、唐山抗震纪念馆、滦南潘家戴庄惨案纪念馆），全国红色旅游经典景区4个（乐亭李大钊故居和纪念馆、丰润潘家峪惨案纪念馆、开滦矿山博物馆、唐山地震遗址纪念公园），国家防震减灾科普教育基地3个（唐山抗震纪念馆、唐山地震遗址[遗迹三处]、唐山地震遗址纪念公园）；省级旅游度假区2个（唐山国际旅游岛、曹妃甸生态旅游度假区），省级自然保护区2个（乐亭菩提岛诸岛海洋自然保护区、曹妃甸湿地和鸟类自然保护区），省级森林公园5个（丰润腰带山森林公园、迁西景忠山森林公园、遵化鹫峰山森林公园、迁安徐流口森林公园、迁安山叶口森林公园）。
| 景区全称                         | 景区简称         | 所在地         | 质量等级 | 评定年份 |
| -------------------------------- | ---------------- | -------------- | -------- | -------- |
| 乐亭李大钊纪念馆及故居           | 李大钊纪念馆     | 乐亭县         | AAAA     | 2007     |
| 滦州古城景区                     | 滦州古城         | 滦州市         | AAAA     | 2014     |
| 滦州青龙山景区                   | 青龙山           | 滦州市         | AAAA     | 2012     |
| 迁安山叶口景区                   | 山叶口           | 迁安市         | AAAA     | 2012     |
| 迁西景忠山旅游区                 | 景忠山           | 迁西县         | AAAA     | 2007     |
| 迁西青山关旅游区                 | 青山关           | 迁西县         | AAAA     | 2007     |
| 唐山曹妃甸湿地景区               | 曹妃甸湿地       | 曹妃甸区       | AAAA     | 2010     |
| 唐山丰南唐津运河生态旅游度假景区 | 唐津运河         | 丰南区         | AAAA     | 2011     |
| 唐山开滦国家矿山公园             | 开滦国家矿山公园 | 路南区         | AAAA     | 2010     |
| 唐山南湖景区                     | 南湖公园         | 路南区         | AAAA     | 2010     |
| 唐山菩提岛景区                   | 菩提岛           | 唐山国际旅游岛 | AAAA     | 2014     |
| 唐山月坨岛景区（含三岛旅游码头） | 月坨岛           | 唐山国际旅游岛 | AAAA     | 2009     |
| 遵化清东陵景区                   | 清东陵           | 遵化市         | AAAAA    | 2015     |
| 遵化万佛园景区                   | 万佛园           | 遵化市         | AAAA     | 2004     |

| 名称                   | 编号   | 分类                       | 时代           | 所在地 |
| ---------------------- | ------ | -------------------------- | -------------- | ------ |
| 清东陵                 | 1-179  | 古墓葬                     | 清             | 遵化市 |
| 李大钊故居             | 3-10   | 近现代重要史迹及代表性建筑 | 1889年         | 乐亭县 |
| 西寨遗址               | 5-4    | 古遗址                     | 新石器时代     | 迁西县 |
| 爪村遗址               | 6-4    | 古遗址                     | 旧石器时代     | 迁安市 |
| 天宫寺塔               | 6-323  | 古建筑                     | 辽             | 丰润区 |
| 寿峰寺                 | 6-336  | 古建筑                     | 明至民国       | 丰润区 |
| 净觉寺                 | 6-354  | 古建筑                     | 清             | 玉田县 |
| 丰润中学校旧址         | 6-894  | 近现代重要史迹及代表性建筑 | 1913年-1925年  | 丰润区 |
| 潘家峪惨案遗址         | 6-901  | 近现代重要史迹及代表性建筑 | 1941年         | 丰润区 |
| 唐山大地震遗址         | 6-903  | 近现代重要史迹及代表性建筑 | 1976年         | 路南区 |
| 孟家泉遗址             | 7-0004 | 古遗址                     | 旧石器时代     | 玉田县 |
| 万军山遗址             | 7-0008 | 古遗址                     | 新石器时代、商 | 迁安市 |
| 龟地遗址               | 7-0015 | 古遗址                     | 夏至周         | 丰润区 |
| 开滦唐山矿早期工业遗存 | 7-1632 | 近现代重要史迹及代表性建筑 | 清             | 路南区 |
| 滦河铁桥               | 7-1633 | 近现代重要史迹及代表性建筑 | 清             | 滦州市 |

## 友好城市
- 瑞典马尔默市（1987年9月18日缔约）
- 日本酒田市（1990年7月26日缔约）
- 英国林肯市（1992年10月22日缔约）
- 美国錫達拉皮茲市（1997年6月18日缔约）